# Ordine della corona fiorata

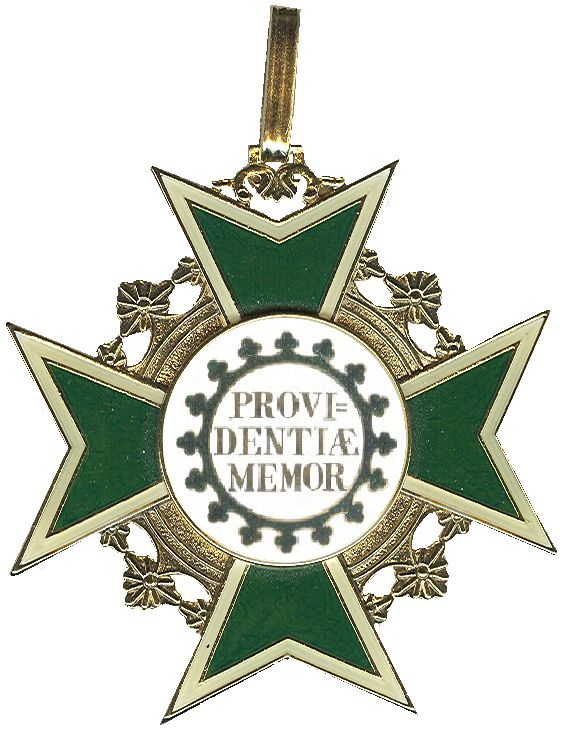
Medaglia dell'Ordine - retro

L'Ordine dinastico della corona fiorata, detto anche Ordine della corona di ruta (in tedesco: Hausorden der Rautenkrone) fu un ordine cavalleresco fondato dal primo re di Sassonia, Federico Augusto I e venne creato come alternativa all'ordine di Sant'Enrico che poteva essere concesso solo ai militari.

## Storia
L'ordine venne fondato dal re Federico Augusto I con una regia patente del 1807, nel suo primo anno di governo come monarca di Sassonia e la dedicazione di questa medaglia, si rifaceva allo stemma di Sassonia e della casata dei Wettin, il quale era attraversato diagonalmente da una corona fiorata di colore verde, sovente identificata con la ruta, che divenne quindi il simbolo stesso dello stato sassone. Questo simbolo venne utilizzato per la prima volta nel 1181 dal duca Bernardo di Sassonia.
La fondazione dell'ordine ebbe luogo nel corso di una particolarissima occasione, ovvero quando Napoleone Bonaparte, dopo aver concluso il trattato di Tilsit, si recò in visita ufficiale in Sassonia, atteso da Federico Augusto il quale gli era grato per l'elevazione del suo stato al titolo di regno.

## Insegne
- La medaglia consiste essenzialmente in una croce di Malta d'oro smaltata di verde e bordata di bianco e d'oro. I vari bracci della croce sono uniti dalla figura di una corona fiorata in oro. Al centro della croce si trova un medaglione smaltato di bianco che riporta una corona fiorata smaltata di verde che racchiude al proprio interno le cifre "F A" in oro (in onore al fondatore Federico Augusto). Sul retro, la medaglia riporta il motto "Providentiae memor" con chiara allusione all'elevazione del ducato a regno ad opera di Napoleone.
- Il nastro dell'ordine è completamente verde e viene portato trasversalmente al petto dalla spalla destra al fianco sinistro.

La medaglia viene concessa in una sola classe di Cavaliere.

## Galleria d'immagini

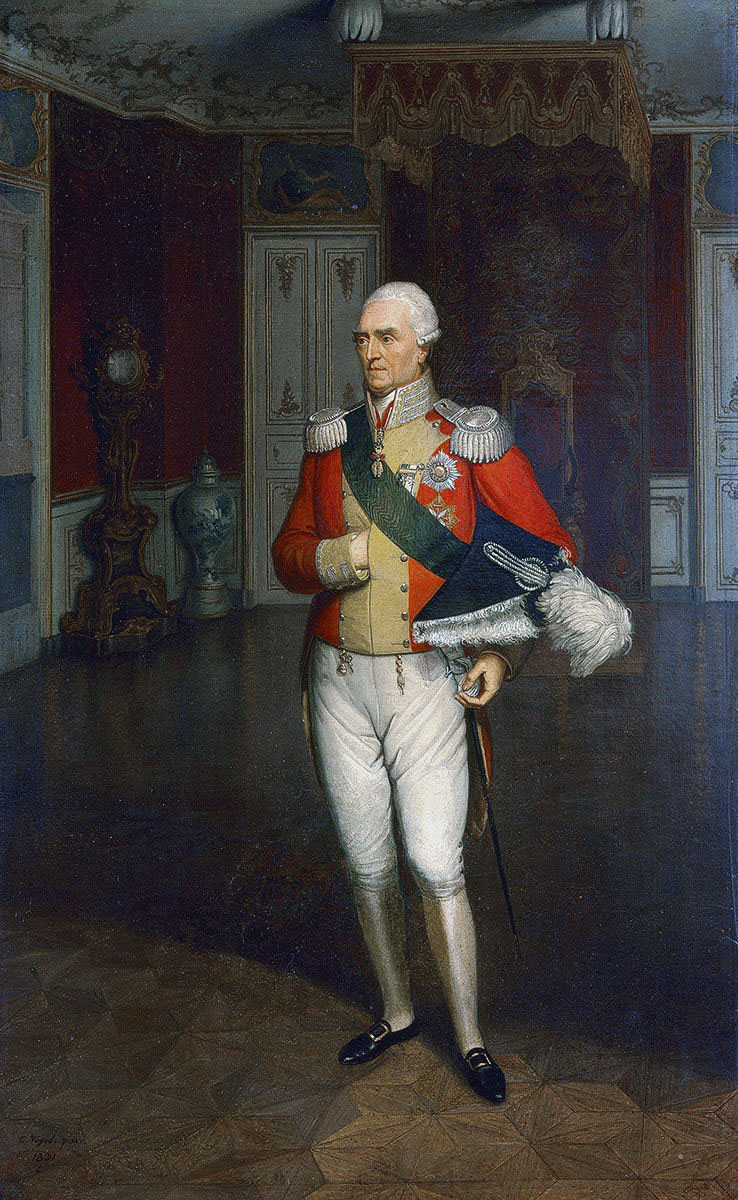
Federico Augusto I di Sassonia
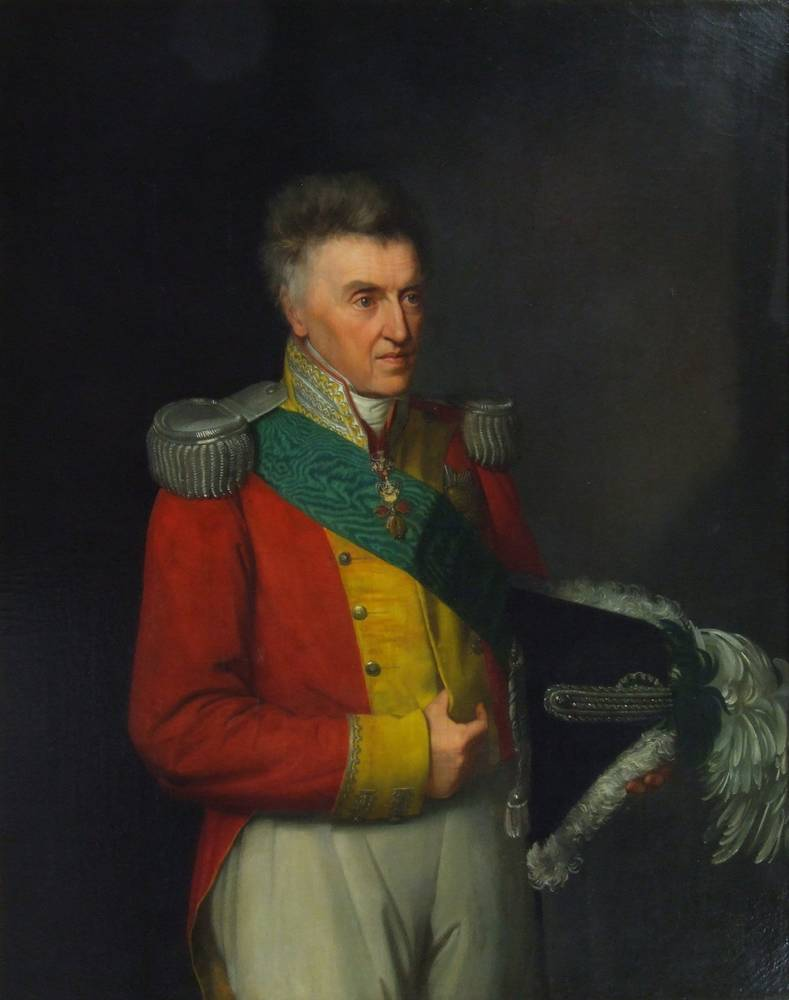
Antonio di Sassonia
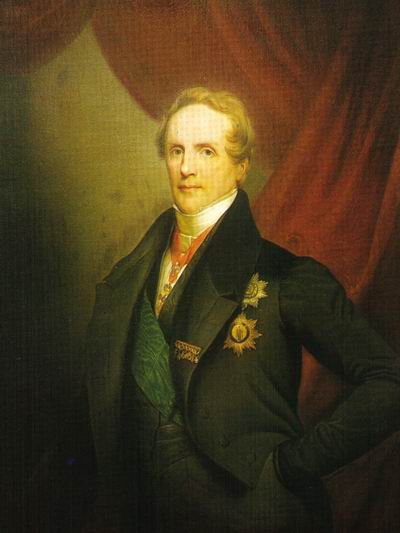
Federico Augusto II di Sassonia
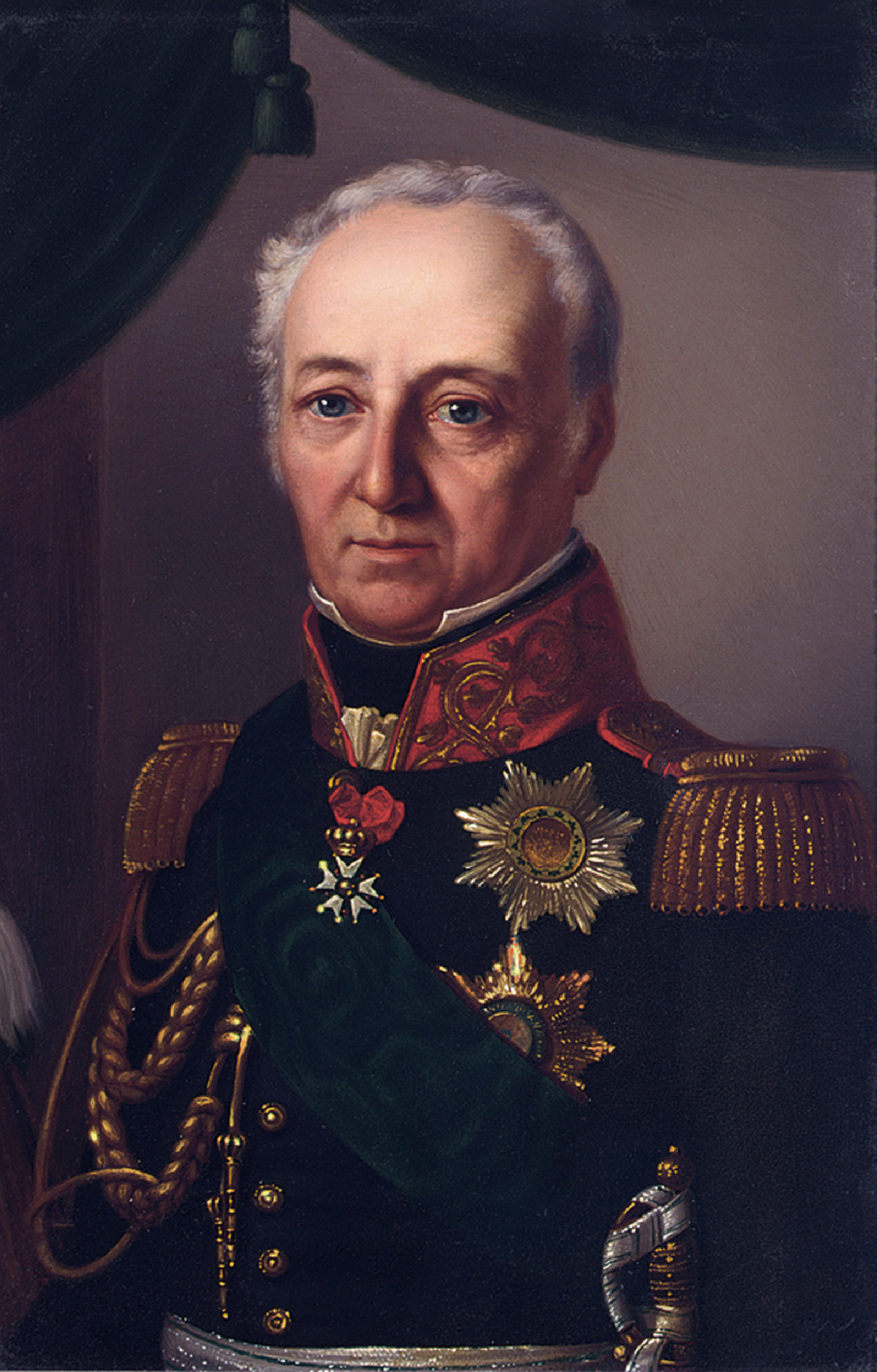
Giovanni di Sassonia
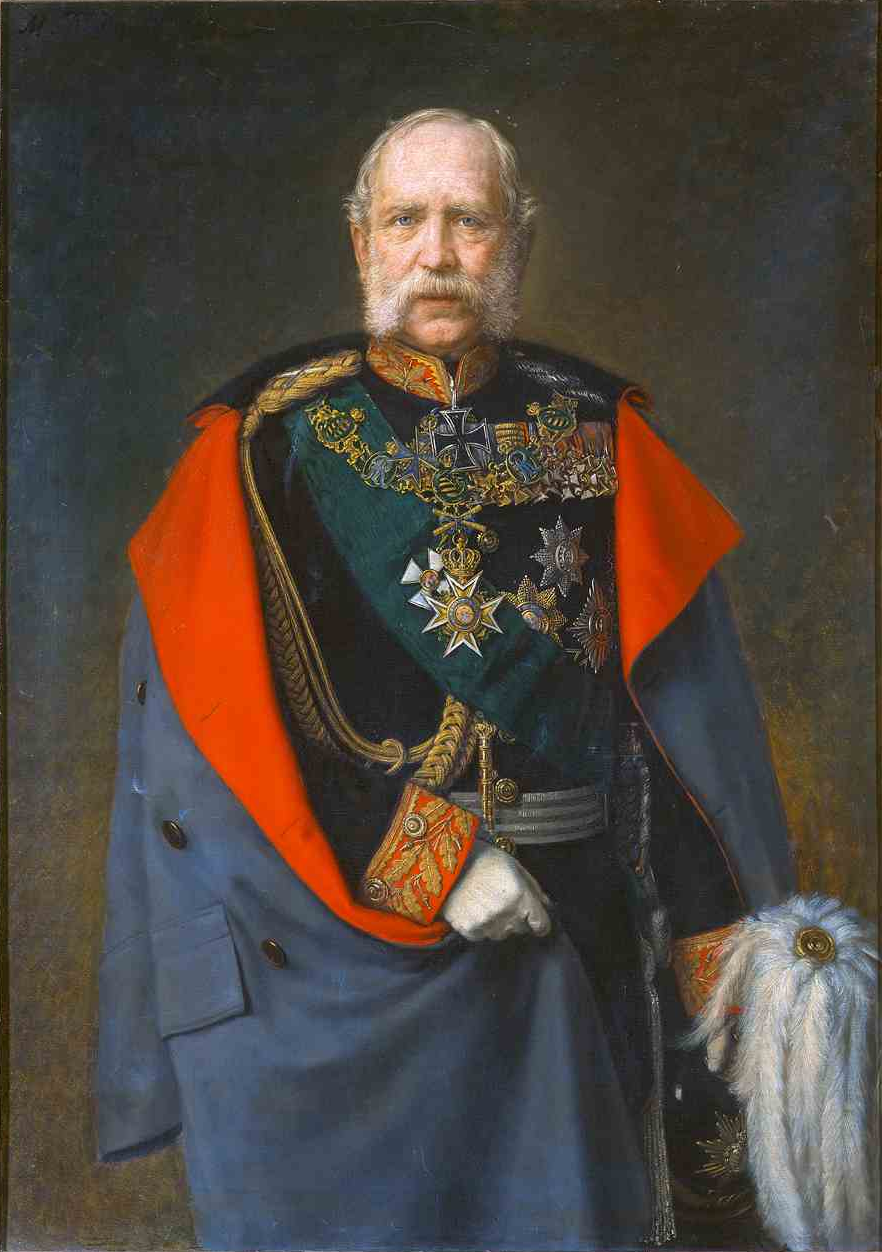
Alberto I di Sassonia
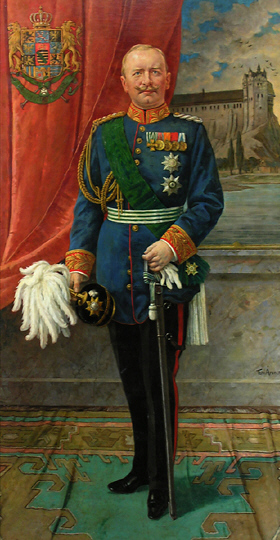
Federico Augusto III di Sassonia

Friedrich August III von Sachsen in Paradeuniform.jpg